# My paper
My paper is een Singaporese krant die in het vereenvoudigd Chinees en Engels wordt uitgegeven. De naam wordt met kleine letters geschreven. Hij wordt gedrukt door Singapore Press Holdings en verschijnt van maandag tot vrijdag (exclusief vakantiedagen). My paper is gratis verkrijgbaar op alle stations van Mass Rapid Transit Singapore, kantoorgebouwen en busoverstappen. 
De oplage van my paper is 300.000. De krant kent twee voorpagina's, een in vereenvoudigd Chinees en een in het Engels. Het Chinese gedeelte moet men van rechts naar links lezen, dat je meestal bij traditioneel Chinees ziet en zelden bij vereenvoudigd Chinees. De krantenartikelen zijn niet tweetalig, dus komen ook maar één keer voor in de krant. 

## Geschiedenis
My paper werd voor het eerst gepubliceerd op 1 juni 2006 en was de eerste gratis Chineestalige krant. Het begon met een oplageaantal van 100.000 stuks en de krant werd alleen op dinsdag en zaterdag uitgegeven. Op 8 januari 2008 startte my paper als eerste tweetalige krant van Singapore.